# Jamestown (Australia)
Jamestown – miasto w Australii, w stanie Australia Południowa.